# Tepuíseglare

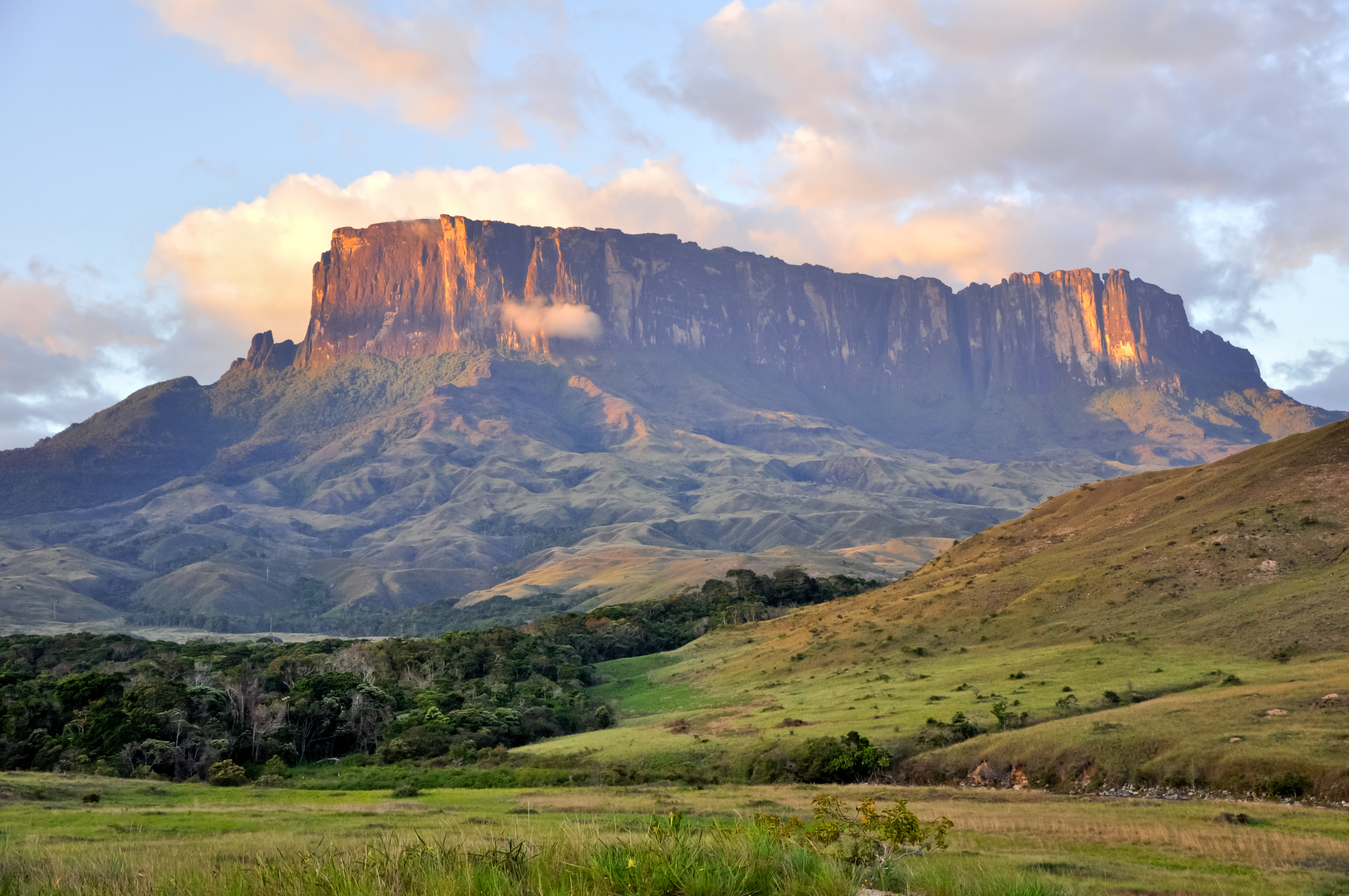
Fågeln förekommer endast på platåberg som kallas tepuier, här Roraima.

Tepuíseglare (Streptoprocne phelpsi) är en fågel i familjen seglare.

## Utbredning och systematik
Fågeln förekommer i tepuis i södra Venezuela, näraliggande nordvästra Guyana och norra Brasilien (Roraima). Den behandlas som monotypisk, det vill säga att den inte delas in i några underarter.

## Status
IUCN kategoriserar arten som livskraftig.

## Namn
Fågelns vetenskapliga artnamn hedrar William Henry Phelps (1875-1965), en amerikansk-venezuelansk entreprenör, affärsmagnat, ornitolog, samlare av specimen samt grundare av Colección Ornitológica Phelps i Caracas.